# Edgar Farasyn
Edgar, Pierre, Jozef Farasyn (Antwerpen, 14 augustus 1858 – aldaar, 22 maart 1938) was een Belgische schilder en aquarellist van zeezichten, landschappen, stadsgezichten, genretaferelen en interieuren en later ook vissers. Hij was tevens een etser, tekenaar en graficus. Zijn naam komt ook voor als "Edgard Farasyn" en "Edgard Farasijn".
Hij kreeg zijn artistieke opleiding aan de Academie in Antwerpen onder Nicaise de Keyser. Hij werd trouwens in 1885 zelf leraar aan deze Academie.
Hij werd in 1891 stichtend lid van de groep "De XIII" en lid van de zeer open kunstkring "Weest U Zelve" ter bevordering van de Vlaamse invloed op de kunst.
Hij schilderde aanvankelijk kindertaferelen, maar schakelde vanaf 1885 over op het schilderen in open lucht. Zijn werkterrein lag vooral in Antwerpen, waar hij veel stadstafereeltjes schilderde en in de oude vismijn, en in Mol, waar hij veel Kempense landschappen en dorpsgezichten schilderde. Hij was een goede vriend van Ernest Midy (1877-1938). Hij kwam regelmatig bij hem op bezoek en schilderde dan Kempense landschappen. Hij bezocht ook regelmatig pittoreske plaatsen in Nederland (Scheveningen, Katwijk, Zuiderzeegebied en Zeeland).
Zijn vroege werken hebben een realistische stijl. Ze zijn grijs en somber en baden in een strenge sfeer. Daarna schakelde hij over naar een subtiele weergave van het licht en een feller kleurgebruik. Aangetrokken door de zee, verbleef hij ook regelmatig te Oostduinkerke, waar hij veel realistische taferelen uit het leven van de vissers, de paardenvissers en hun gezin schilderde, Koksijde en Knokke.
Een uittreksel uit "Onze kunst, voortzetting van de Vlaamsche School" (naar aanleiding van zijn tentoonstelling in Antwerpen in 1901):

Farasijn is sedert jaren stil zijn weg gegaan, geleidelijk zich ontwikkelend, zijn gaven tot volle ontluiking brengend – vreemd blijvend aan het onrustige dat er woelde en gistte in onze jonge kunstwereld. Farasijn heeft nooit erg meegedaan met deze of gene nieuwe
bent, die het alleen-zaligmakend recept meende gevonden te hebben, luid eigen voortreffelijkheid uitkrijtend. – Hij heeft gezocht en gewerkt, in zijn eentje, voor eigen rekening – bestudeerend zichzelf en de natuur, en er naar strevend in de eerste plaats zoo oprecht en eerlijk mogelijk te vertolken wat zijn kunstenaarsoog vermocht te boeien.

Hij beoefende eveneens de murale schilderkunst. In 1899 werd hij verzocht door Frans Van Kuyck, schepen van cultuur van de stad Antwerpen, om de trapzaal van het stadhuis te versieren in samenwerking met Piet Verhaert (1852-1908), Edward De Jans (1855-1919), Karel Boom (1858-1939) en Henri Houben (1858-1931). Hij schilderde hiervoor "Optocht van de rederijkerskamer «De Violieren» in 1539"

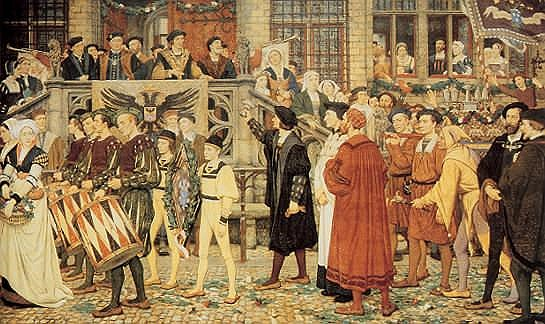
Optocht van de rederijkerskamer «De Violieren» in 1539, trapzaal, stadhuis, Antwerpen
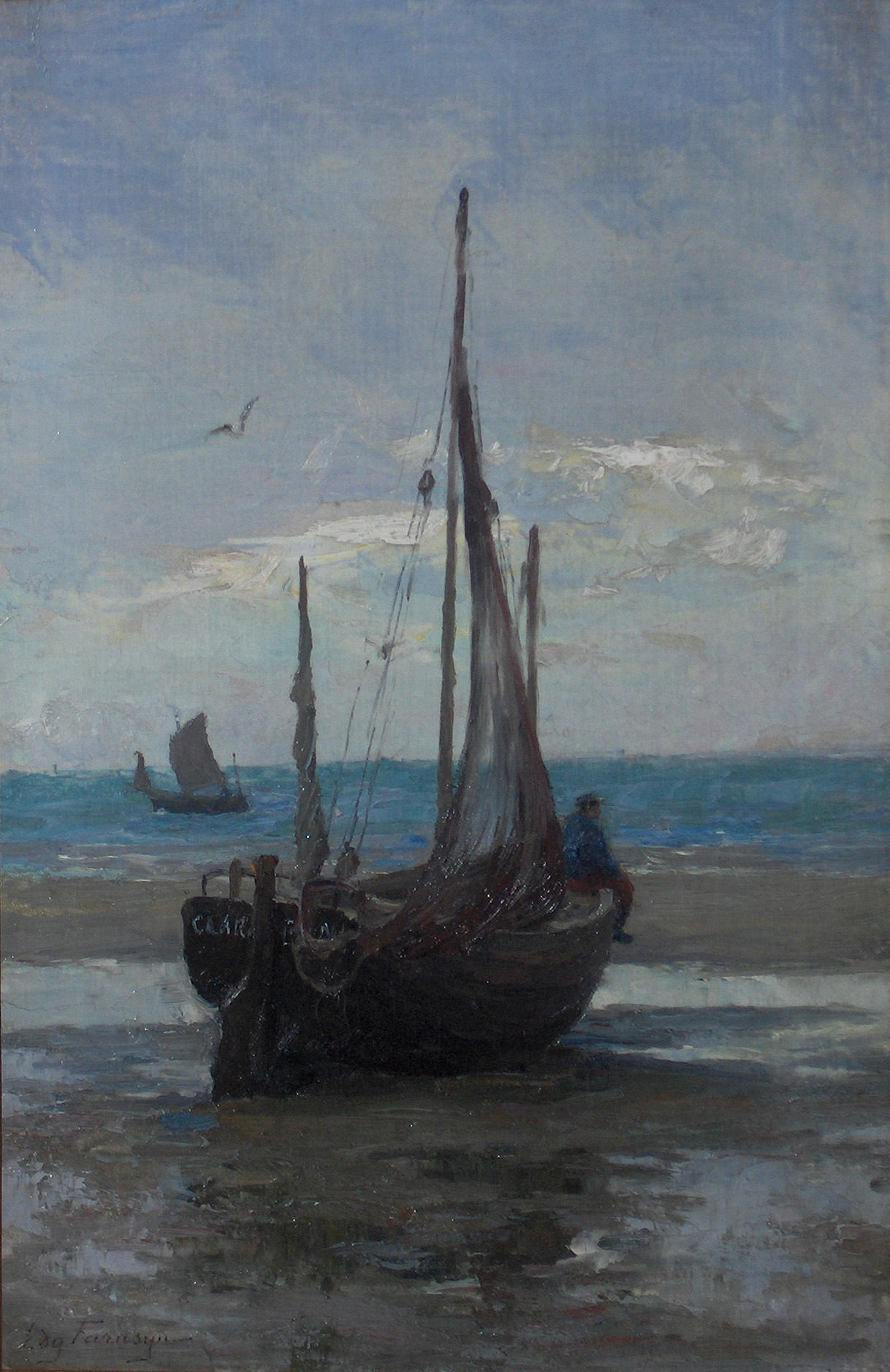
Pannepot op het strand Nationaal Visserijmuseum, Oostduinkerke
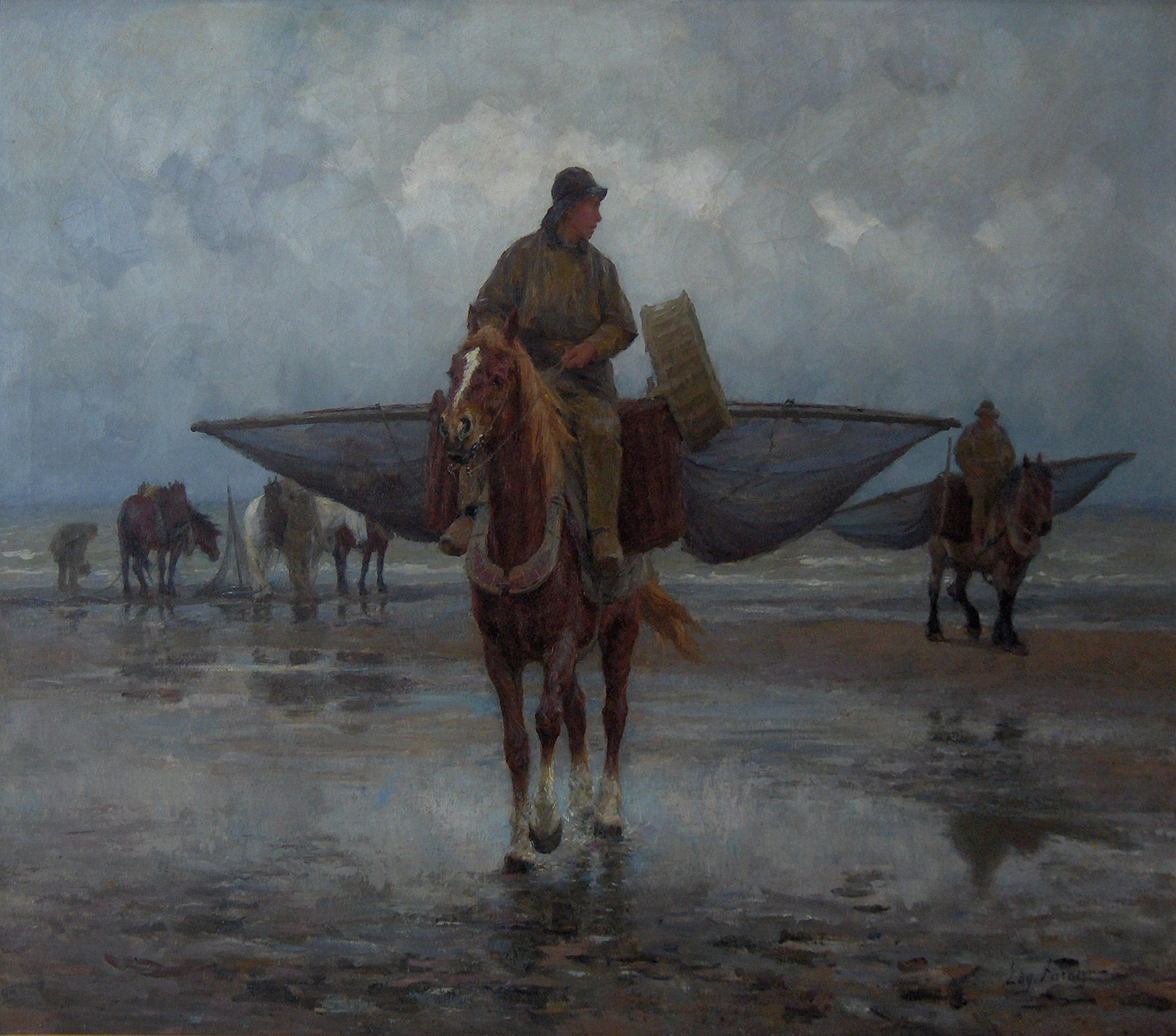
Paardenvissers op het strand Nationaal Visserijmuseum, Oostduinkerke, België
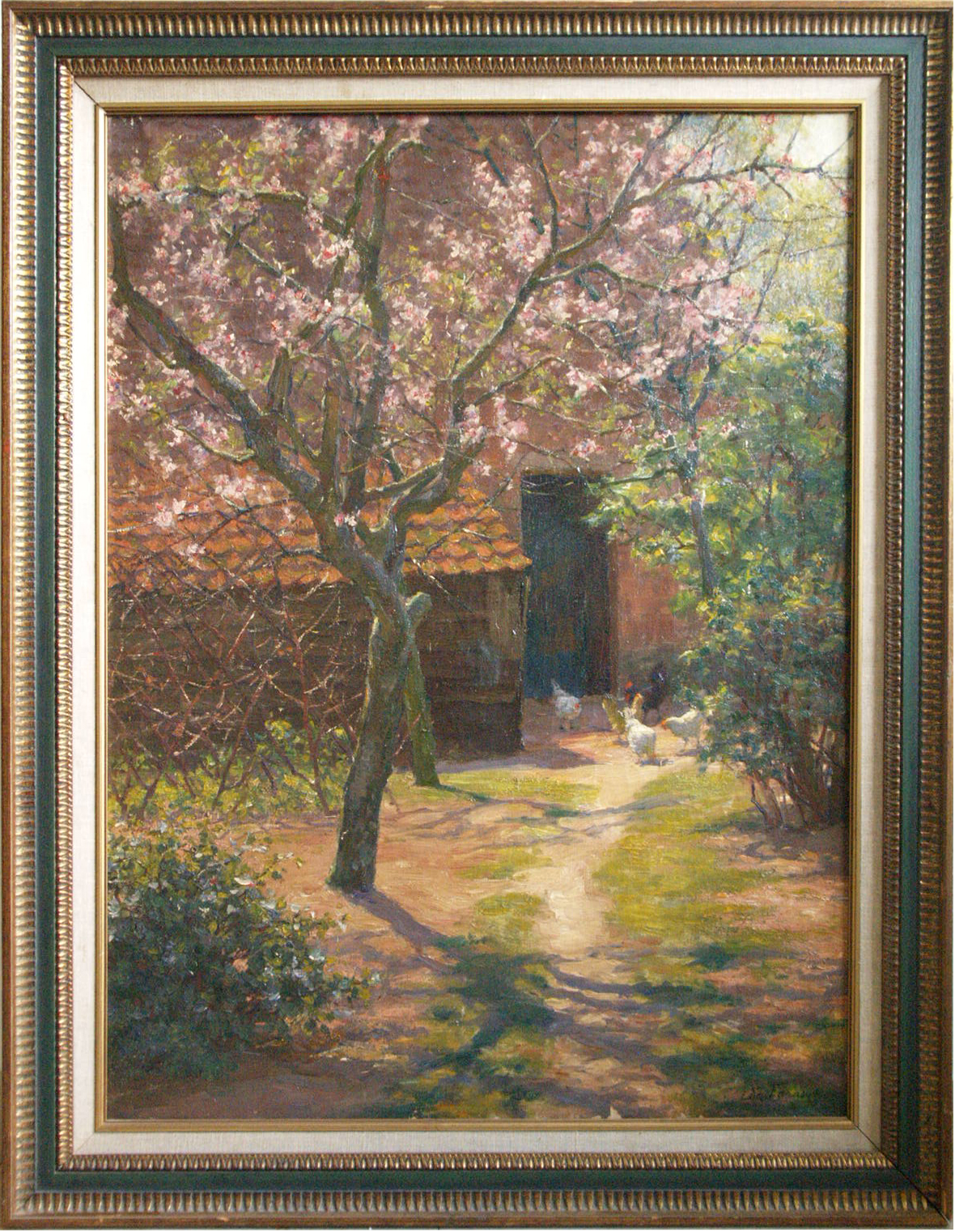
Kippenren in privébezit
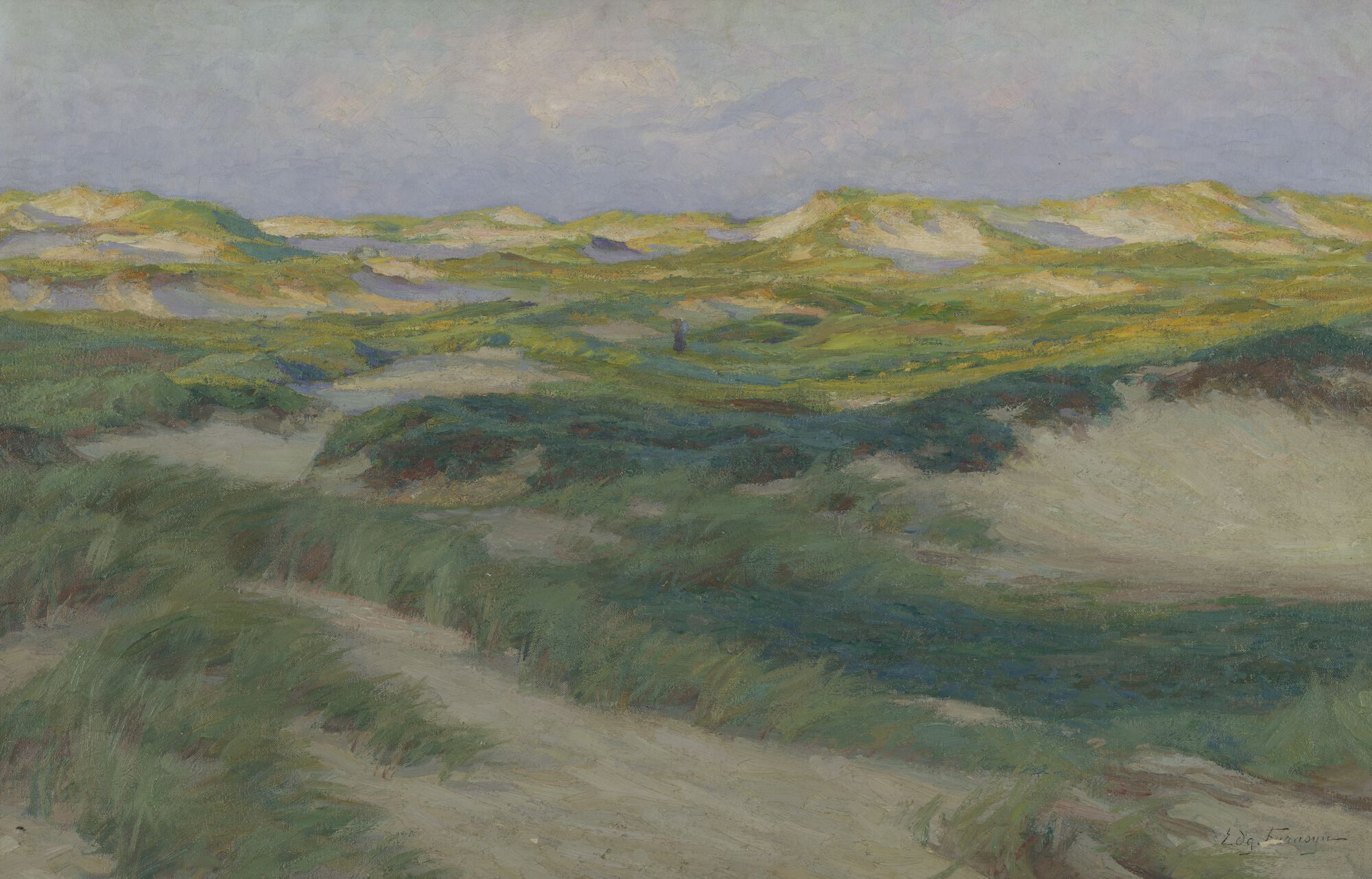
Vissersvrouw in duinenlandschap

Hij gaf tentoonstellingen in Brussel (1878) en in Antwerpen in 1889, 1893 en 1901. Hij kreeg verschillende onderscheidingen : Sydney World Fair (1879), gouden medaille op het Salon van Gent (1883), Wereldtentoonstelling in Antwerpen (1894) en Wereldtentoonstelling in Brussel (1897).
Zijn werk is opgenomen in de collectie van het KMSK Brussel, Museum Kortrijk, KMSK Antwerpen, Jakob Smits Museum in Mol, het Nationaal Visserijmuseum, Oostduinkerke en het Katwijks Museum.